# ناثانيل ميريل
ناثانيل ميريل (بالإنجليزية: Nathaniel Merrill)‏ هو مخرج أمريكي، ولد في 8 فبراير 1927، وتوفي في 9 سبتمبر 2008 بسبب مرض آلزهايمر.